# Кубок України з футзалу 2021—2022
Parimatch Кубок України з футзалу 2021-2022 — 31-й розіграш кубкового футзального турніру України. У ньому взяли участь 46 команд.
За результатами попередніх етапів до 1/8 фіналу Кубку України потрапили команди:
- «Budmonster» (Київ) Вища ліга Parimatch;
- «INTER» (Донецьк) Вища ліга Parimatch;
- «SKIDKA» (Київ) Вища ліга Parimatch;
- «SkyUp» (Київ) Перша ліга Elit;
- «Viva Cup» (Харків), Вища аматорська ліга
- «Гепард» (Харків), Друга ліга
- «Де Трейдинг» (смт. Миколаївка, Донецької обл.), Екстра-ліга Parimatch;
- «Енергія» (Львів), Екстра-ліга Parimatch;
- «Кардинал-Рівнестандарт» (Рівне), Екстра-ліга Parimatch;
- «Любарт» (Луцьк), Перша ліга;
- «Продексім» (Херсон), Екстра-ліга Parimatch;
- «Славута» (Славута), Перша ліга;
- АФФК «Суми» (Суми), Екстра-ліга Parimatch;
- «Сокіл» (Хмельницький), Екстра-ліга Parimatch;
- «Ураган» (Івано-Франківськ), Екстра-ліга Parimatch;
- «ХІТ» (Київ), Екстра-ліга Parimatch;

### 1/8 фіналу
Пари команд для участі у  1/8 фіналу  були визначені 23 грудня 2021 р. шляхом жеребкування. Команди провели по 2 матчі: вдома і на виїзді.:
«SKIDKA» — «Енергія» 2:2, 2:1;
«Гепард» — «Славута» 2:4, 4:5;
«Любарт» — «Кардинал-Рівнестандарт» 2:5, 0:2;
«Продексім» — «Ураган» 1:1, 3:3;
«Сокіл» — «Viva Cup» 4:2, 5:5;
АФФК «Суми» — «INTER» 2:4, 2:3;
«ХІТ» — «SkyUp»: 5:2, 4:2;
«Budmonster» — «Де Трейдинг» 2:4, 2:6.

### «Фінал восьми»
У зв’язку з повномасштабною російсько-українською війною проведення всіх офіційних спортивних турнірів на території України було призупинено. 31 травня 2022 року керівництвом Асоціації футзалу України було заплановано продовжити розіграш Кубка України у форматі триденного з'їздного «фіналу восьми», проте 25 жовтня 2022 Асоціація футзалу України розпочала прийом заявок від команд для участі у Кубку України 2022—2023.